# Leopold Querfeld
Leopold Querfeld (Viena, Austria, 20 de diciembre de 2003) es un futbolista austríaco que juega de defensa en el F. C. Union Berlin de la Bundesliga alemana.

## Trayectoria
Es canterano del Union Mauer, y pasó a la academia del S. K. Rapid Viena en 2012. Comenzó a entrenar con sus reservas en 2020, y debutó con el primer equipo en una derrota por 3-1 en la Liga Europa de la UEFA ante el G. N. K. Dinamo Zagreb el 4 de noviembre de 2021.
El 14 de junio de 2024 se hizo oficial su fichaje por el F. C. Union Berlin.

## Selección nacional
Es internacional en categorías inferiores con Austria, con la que ha representado a las selecciones sub-18 y sub-19.

### Participaciones en Eurocopas
| Copa          | Sede     | Resultado        | Partidos | Goles |
| ------------- | -------- | ---------------- | -------- | ----- |
| Eurocopa 2024 | Alemania | Octavos de final | 1        | 0     |

## Estadísticas

### Clubes
Actualizado al último partido disputado el 8 de noviembre de 2024.
| Club                           | Div.          | Temporada     | Liga  | Liga  | Copas nacionales | Copas nacionales | Copas internacionales | Copas internacionales | Total | Total |
| Club                           | Div.          | Temporada     | Part. | Goles | Part.            | Goles            | Part.                 | Goles                 | Part. | Goles |
| ------------------------------ | ------------- | ------------- | ----- | ----- | ---------------- | ---------------- | --------------------- | --------------------- | ----- | ----- |
| S. K. Rapid Viena II · Austria | 2.ª           | 2020-21       | 21    | 0     | —                | —                | —                     | —                     | 21    | 0     |
| S. K. Rapid Viena II · Austria | 2.ª           | 2021-22       | 20    | 0     | —                | —                | —                     | —                     | 20    | 0     |
| S. K. Rapid Viena II · Austria | 2.ª           | 2022-23       | 1     | 1     | —                | —                | —                     | —                     | 1     | 1     |
| S. K. Rapid Viena II · Austria | Total club    | Total club    | 42    | 1     | 0                | 0                | 0                     | 0                     | 42    | 1     |
| S. K. Rapid Viena · Austria    | 1.ª           | 2021-22       | 5     | 0     | 0                | 0                | 2                     | 0                     | 7     | 0     |
| S. K. Rapid Viena · Austria    | 1.ª           | 2022-23       | 23    | 1     | 2                | 0                | 1                     | 0                     | 26    | 1     |
| S. K. Rapid Viena · Austria    | 1.ª           | 2023-24       | 28    | 3     | 6                | 0                | 4                     | 0                     | 38    | 3     |
| S. K. Rapid Viena · Austria    | Total club    | Total club    | 56    | 4     | 8                | 0                | 7                     | 0                     | 71    | 4     |
| F. C. Union Berlin · Alemania  | 1.ª           | 2024-25       | 8     | 0     | 1                | 0                | —                     | —                     | 9     | 0     |
| F. C. Union Berlin · Alemania  | Total club    | Total club    | 8     | 0     | 1                | 0                | 0                     | 0                     | 9     | 0     |
| Total carrera                  | Total carrera | Total carrera | 106   | 5     | 9                | 0                | 7                     | 0                     | 122   | 5     |